# Criminals
Criminals è un cortometraggio muto del 1913 diretto da Allan Dwan. Nel cast, tra gli attori, appaiono i fratelli Arthur e Richard Rosson.

## Produzione
Il film fu prodotto dalla Rex Motion Picture Company.

## Distribuzione
Distribuito dall'Universal Film Manufacturing Company, il film - un cortometraggio in due bobine di 500 metri - uscì nelle sale cinematografiche USA il 19 ottobre 1913.